# Црвендаћ
Црвендаћ (лат. Erithacus rubecula) врста је птице из рода Erithacus. То је мала птица која се храни инсектима и која се претходно убрајала у породицу дроздова (лат. Turdidae), али данас је класификована у породицу мухарица (лат. Muscicapidae).

## Опис
Црвендаћ је мала птица, величине врапца, дужине око 15 cm. Одрасле јединке су с горње стране (леђа, реп и крила) маслинасто-сиве боје, док су им грло, груди и глава жутоцрвене боје, одакле им и потиче име. Трбух је светлије, беле боје. Младунци нису тако упечатљивих боја, већ неугледне тамне боје. Женка црвендаћа снесе од три до девет јаја, најчешће пет јаја неколико пута годишње. Већ након пар недеља седења на јајима, излегну се младунци који су са отприлике петнаест дана старости способни за самосталан живот. Црвендаћ је птица скиталица. Зими се задржава на подручјима с бољом понудом хране.

## Таксономија и систематика
Европски црвендаћ је први пут описан у раду Карла Линеа 1758. године у 10. издању његове Systema Naturae под биномном номенклатуром Motacilla rubecula. Његов специфични епитет rubecula је деминутив изведен из латинске речи ruber 'црвено'. Род Erithacus је увео француски натуралиста Жорж Кивје 1800. године, чиме је формирано садашње биномијално име птице E. rubecula. Име рода Erithacus потиче из старог грчког и односи се на непознату птицу, која се у данашње време обично поистовећује са црвендаћем.
Род Erithacus је раније укључивао јапанског црвендаћа и Рјукју црвендаћа. Ове источноазијске врсте су показале у молекуларно-филогенетским студијама да су сличније групи других азијских врста него европском црвендаћу. У реорганизацији родова, јапански и Рјукју црвендаћи су премештени у васкрсли род Larvivora, остављајући европског црвендаћа као јединог члана Erithacus. Филогенетска анализа сврстала је Erithacus у потпородицу Erithacinae, која је иначе садржала само афричке врсте, али његов тачан положај у односу на друге родове није решен.
Род Erithacus је раније био класификован као члан породице дроздова (Turdidae), али се сада сматра да припада породици мухоловки Старог света (Muscicapidae), специфично потпородици Saxicolinae, која такође укључује обичног славуја.

### Подврсте
У свом великом континенталном евроазијском опсегу, црвендаћи се донекле разликују, али не формирају дискретне популације које би се могле сматрати подврстама. Подврсте црвендаћа се углавном разликују по формирању сталних популација на острвима и у планинским областима. Црвендаћ пронађен на Британским острвима и већем делу западне Европе, Erithacus rubecula melophilus, јавља се као луталица у суседним регионима. E. r. witherbyi из северозападне Африке, Корзике и Сардиније веома подсећа на melophilus, али има краћа крила. Најсевероисточније птице, велике и прилично испране боје, су E. r. tataricus. На југоистоку свог ареала, E. r. valens Кримског полуострва, E. r. caucasicus Кавказа и северног Закавказја, и E. r. hyrcanus према југоистоку у Иран су генерално прихваћени као значајно различити.
На Мадеири и Азорима, локална популација је описана као E. r. microrhynchos, и иако се не разликује по морфологији, чини се да његова изолација сугерише да је подврста важећа.

#### Робин Канарских острва
Најизразитије птице су оне са Гран Канарије (E. r. marionae) и Тенерифа (E. r. superbus), које се могу сматрати да су две различите врсте или бар две различите подврсте. Лако се разликују по белом прстену око очију, интензивно обојеним грудима, сивој линији која раздваја наранџасто-црвену од браон боје, а стомак је потпуно бео.
Подаци о секвенци цитохрома б и вокализације указују на то да су црвендаћи Гран Канарија/Тенерифа заиста веома различити и вероватно потичу од колонизације птица са копна пре неких 2 милиона година.
Кристиан Диецен, Ханс-Хајнрих Вит и Мишел Винк објавили су 2003. године у часопису Avian Science студију под називом „Филогеографска диференцијација европског црвендаћа Erithacus rubecula на Канарским острвима откривена подацима о секвенци митохондријалне ДНК и морфометрији: докази за нови таксон црвендаћа на Гран Канарији?”. У њој су закључили да се црвендаћ Гран Канарије генетски одвојио од својих европских рођака чак пре 2,3 милиона година, док је црвендаћима на Тенерифима требало још пола милиона година да направе овај скок, пре 1,8 милиона година. Највероватнији разлог би била другачија колонизација Канара од стране ове птице, која је прво стигла на најстарије острво (Гран Канарија), а затим прешла на суседно острво (Тенерифе).

## Исхрана
Храни се највише инсектима и малим пужевима, али често једе и плодове биљака. Дакле, ова врста се најчешће храни инсектима, црвима, воћем и семенима.

## Размножавање
Јединке ове врсте имају различите тактике удварања за смањење територијалне агресије међу мужјацима, као што су ритуали храњења женки чак и током периода инкубације. Пар може имати 2-3 легла са 5-6 јаја сваке године. Јаја морају бити инкубирана 12-14 дана. Родитељи се брину за младе након излегања у периоду 14-16 дана након чега су спремни за излетање. Граде гнезда у пукотинама и рупама. Репродуктивна сезона траје од марта до јуна.

## Галерија
- Јаја кукавице (Cuculus canorus) и црвендаћа (Erithacus rubecula) - музејски примерци